# Terekeka (stato)
Terekeka è uno dei 28 stati del Sudan del Sud. Istituito nel 2015, ha per capitale Terekeka.
Si estende nella regione dell'Equatoria e conta una popolazione di 176.030 abitanti al 2014.